# Gaspard Coignet de La Thuilerie
Gaspard Coignet, sieur de La Thuilerie, baron puis comte de Courson, né en 1597, probablement à Paris, et mort à 57 ans, en 1653, est un administrateur et diplomate français.

## Biographie
Il est nommé conseiller au Parlement de Paris le 27 août 1618, à vingt et un ans. Le 23 décembre 1624, il est maître des requêtes, à vingt-sept ans.
Il est intendant auprès de l'armée au siège de La Rochelle le 9 février 1628, puis intendant d'Aunis, Saintonge et Angoumois le 16 novembre 1628.
Il quitte l'intendance d'Aunis après sa nomination comme ambassadeur à Venise, en 1632 où il reste jusqu'en 1637. Il est ensuite ambassadeur puis auprès de divers princes d'Italie de 1637 à 1640. Il part ensuite en ambassade aux Pays-Bas entre 1640 et 1648 : il arriva à La Haye, le 10 novembre 1640, et son audience de congé est du 23 mai 1648. Son ambassade aux Pays-Bas est coupée par une mission de deux ans comme ambassadeur extraordinaire au Danemark et en Suède entre avril 1644 jusqu'en avril 1646.
Il écrit une lettre en faveur de René Descartes est de mars 1644.